# Підводні буксирувальники водолазів типу «Сирена»

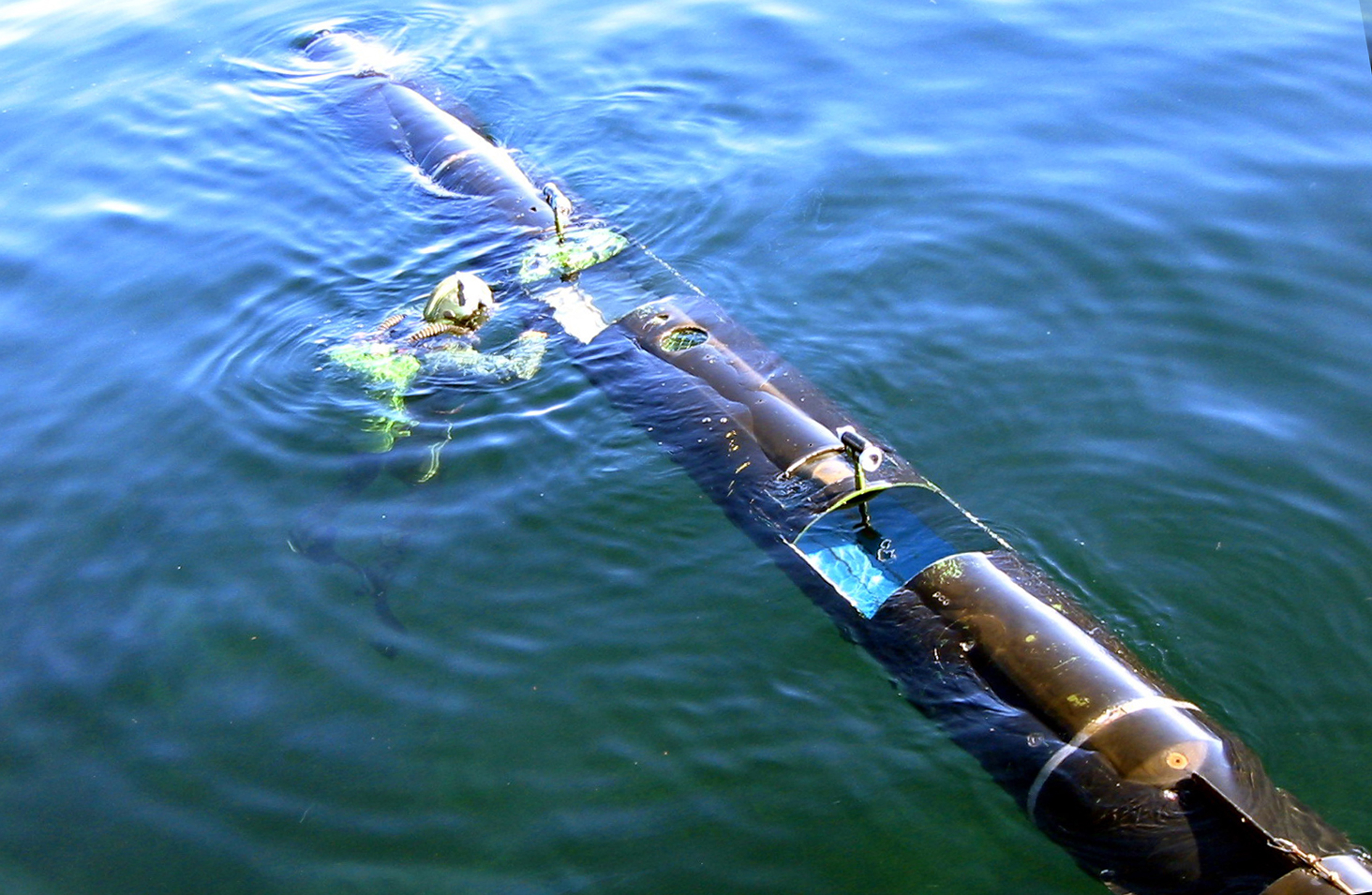
«Сирена-УМ»

Підводні буксирувальники типу «Сире́на» — надмалі підводні човни, торпедоподібні підводні засоби руху (носії) розвідників-водолазів, призначені для прихованої доставки, висадки і повернення назад легководолазів, а також здійснення підводного патрулювання, пошуку і знищення підводних диверсантів противника, огляду підводних об'єктів і корпусів кораблів. Можуть застосовуватися як з надводних кораблів і катерів, так і з торпедних апаратів підводного човна.

## Особливості конструкції
Спеціально виконаний для виходу з підводного човна через торпедний апарат, буксирувальник має сигароподібну форму діаметром 532 мм (діаметр торпедного апарату становить 533 мм) і може застосовуватись з будь-якого носія вантажопідйомністю до 2 тонн.
В носовій частині носія під обтікачем розміщується 2.5 метровий відокремлюваний герметичний вантажний контейнер, в який поміщається 500 кг вантажів. За контейнером знаходиться головний відсік з секцією нікель-кадмієвих акумуляторів. Середній (проточний) відсік з відкритою кабіною для двох водолазів (один за одним), пульт управління, бортова система життєзабезпечення і пристрої вертикального маневрування. Кабіна має висувні елементи захисту водолазів від зустрічного потоку води. В кормовому відсіку знаходяться навігаційний комплекс, прилади керування, гребний електродвигун і рульові машинки. Навігаційний комплекс і прилади керування забезпечують автоматичний рух на глибинах до 40 метрів по курсу 0-360°. Пристрій вертикального маневрування забезпечує утримання апарата в режимі «стоп» на заданій глибині, перехід на визначені оператором глибини. Для маневрування у вузькостях передбачене ручне керування апаратом. Апарат можна залишати на глибині до 15 метрів до п'яти діб з подальшим використанням. Засоби навігації, спостереження і зв'язку — малогабаритний навігаційний комплекс ГПК-52АП, ГАС виявлення перешкод, лаг, глибиномір.
Час зарядки акумуляторної батареї — 15 годин, підготовки апарата до застосування бригадою з двох осіб — півтори години.

## Історія проектування і експлуатації
Проектант буксирувальників типу «Сирена» — СКБ заводу «Двігатєль» (Ленінград). Головний конструктор — І. А. Немтінов. Виробник — завод «Двігатєль» (нині ВАТ російського концерну «Морскоє подводноє оружиє»).
Тактико-технічне завдання на розробку двомісного підводного апарату для транспортування легководолазів-розвідників «Сирена» були затверджені 31 березня 1958 року. Макетний зразок виробу був побудований в липні того ж року. Державні іспити «Сирени» відбулись у грудні 1959 року на базі 31-го науково-випробувального центру ВМФ в Феодосії. З 1960 року транспортувальник був переданий у виробництво. Однак виріб мав низку вад, у тому числі — відсутність вантажного контейнера. Після військових іспитів, які здійснювалися на морському розвідувальному пункті Чорноморського флоту, самохідні апарати «Сирена» були повернуті заводу-виробнику на доопрацювання. А 29 березня 1965 року носій «Сирена-1» був прийнятий на озброєння частин спеціального призначення ВМФ.
З 1960 року велись роботи по розробці вдосконалених апаратів «Сирена-УТ» (з двигуном внутрішнього згоряння, що працював на перекису водню) і «Сирена-УЕ» (з електродвигуном). Макетні випробування носіїв були проведені в морських умовах у липні-вересні 1962 року на 31-му НВЦ в Феодосії: подальші роботи над «Сиреною-УТ» були визнанні недоцільними, а роботи над «Сирена-УЕ» зі знімним контейнером, яка отримала шифр «Сирена-У» — продовжені. Випробування «Сирени» проводились протягом 1963-1966 років на базі 6-го МРП ЧФ в районі Одеси і Очакова. «Сирена-У» був прийнятий на озброєння спецчастин ВМФ у 1967 році.
У 1972-1972 роках було проведено роботи з модернізації носія з метою зменшення його шумності, покращення експлуатаційних характеристик і умов перебування екіпажу. В результаті був створений буксирувальник «Сирена-УМ» з покращеними ТТХ, який став основним носієм водолазів-розвідників спеціального призначення ВМФ СРСР. Підводні засоби руху цього типу продовжують знаходитись на озброєнні ВМФ Росії, ВМС Азербайджану і України.